# Denzel-Verlag
Der Denzel-Verlag hat sich auf die Herausgabe von Tourenführern im Alpenraum spezialisiert. Der in Innsbruck ansässige Verlag wurde im Jahre 1952 von Eduard Denzel († September 1999) gegründet. 1988 übernahm Harald Denzel die Geschäfte des Verlags.
Im Jahr 1956 erschien die Erstausgabe des Autoführers der Hochalpenstrassen; mittlerweile heißt das bekannteste Werk Großer Alpen-Straßen-Führer, kurz „der Denzel“, in dem die Strecken gemäß ihrem fahrtechnischen Schwierigkeitsgrad mit SG 1 bis 5 nach der Denzel-Alpenstraßen-Skala bewertet werden. Weitere Werke behandeln die Themen Motorradtouren in den Ostalpen und Westalpen sowie in Deutschland, historische Bilder, Wanderwege und Klettersteige.
Für Ende 2025 ist der Ruhestand von Harald Denzel angekündigt. Der Verlag werde mangels Nachfolger nicht mehr weitergeführt. Damit ist die 28. Auflage des Hauptwerkes vom Mai 2021 vermutlich auch die letzte Auflage.